# Triangulum Minor

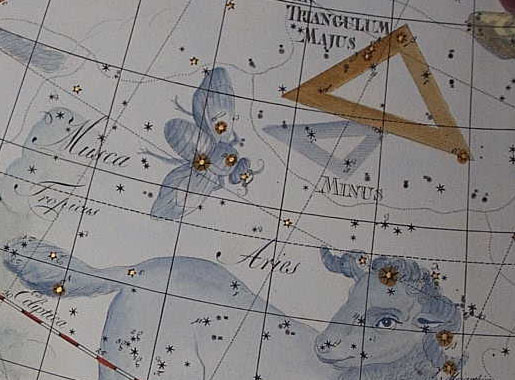
Las constelaciones de Triangulus Minor y Musca Borealis.

Triangulum Minor, Triangulum Minus o el Triángulo Menor, es el nombre de una constelación, hoy en desuso, creada por Johannes Hevelius la cual estaba formada por las estrellas de la parte sur de la actual constelación de Triangulum. El triángulo estaba definido por las siguientes estrellas de quinta magnitud: 6 Trianguli —también conocida por su nombre de variable TZ Trianguli—, 10 Trianguli y 12 Trianguli. Apareció poco en los siguientes mapas estelares, y para finales del siglo XIX había caído en desuso.